# Список автомагистралей Израиля

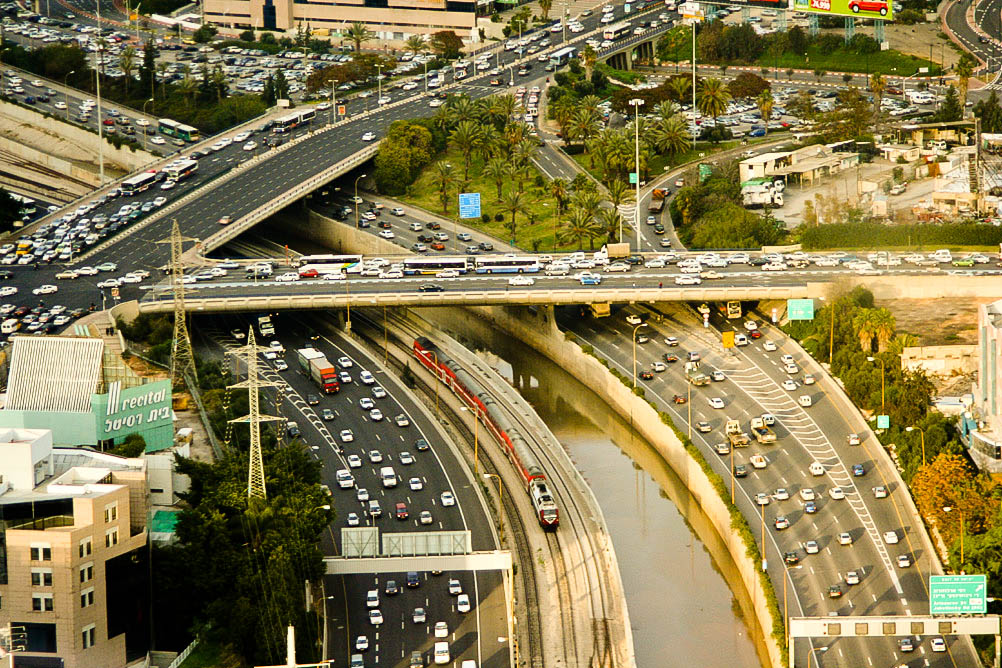
Развязка «Арлозоров» на шоссе 20 (шоссе Аялон).

Список автомагистралей Израиля содержит перечень всех основных автомобильных дорог Государства Израиль. В этом контексте «Израиль» включает в себя территорию собственно Израиля, а также зону С территории Западного берега реки Иордан, так как израильская администрация обслуживает автомобильные дороги в этом районе.
В Израиле имеется 43 используемых шоссе, среди пронумерованных от 1 до 99. Большинство из них имеют открытый доступ к основным скоростным дорогам, через бессветофорные развязки.
Три автомагистрали являются скоростными автомагистралями, четыре — частично скоростными автострадами, одна — тоннелем, а остальные 35 — шоссе. Шоссе 6 (Транс-израильское шоссе) и шоссе 23 (Кармельский тоннель) являются платными дорогами.
Два скоростных шоссе (шоссе 57 и шоссе 60) разделены на несколько отдельных участков в результате указа, запрещающего израильтянам проезд по определённым участкам этих дорог.
В стране существует только одна автомагистраль с трёхзначным номером, которая классифицируются как автострада — шоссе 431.
7 января 2011 года на шоссе 1 была открыта платная полоса в сторону Тель-Авива.

## Шоссе № 1 — 99
| Автомагистраль                 | Классификация                       | Начало магистрали                 | Промежуточные пункты | Конец магистрали   | Длина   |
| ------------------------------ | ----------------------------------- | --------------------------------- | --- | ------------------ | ------- |
| Шоссе 1                        | Автомагистраль, частично шоссе      | Тель-Авив                         | Аэропорт имени Давида Бен-Гуриона, Лод, Иерусалим                                                                            | Река Иордан        | 99 км   |
| Шоссе 2                        | Автомагистраль, частично шоссе      | Тель-Авив                         | Герцлия, Нетания, Хадера | Хайфа              | 89 км   |
| Шоссе 3                        | Шоссе                               | Ашкелон                           | Кирьят-Малахи | Негба              | 47 км   |
| Шоссе 4                        | Шоссе, частично автомагистраль      | КПП Эрез                          | Ашкелон, Ашдод, Явне, Ришон-ле-Цион, Холон, Рамат-Ган, Бней-Брак, Петах Тиква, Нетания, Хадера, Хайфа, Крайот, Акко, Нагария | Рош-ха-Никра       | 205 км  |
| Шоссе 5                        | Автомагистраль, частично шоссе      | Тель-Авив                         | Рамат-ха-Шарон, Петах-Тиква, Рош-ха-Аин                                                                                      | Ариэль             | 37 км   |
| Шоссе 6                        | Автомагистраль                      | Кирьят-Гат                        | Рош-ха-Аин | Йокнеам            | 138 км  |
| Шоссе 7                        | Шоссе                               | Гедера                            | | Яд-Биньямин        |         |
| Шоссе 9 (планируемое)          | Автомагистраль                      |                                   | около Хадеры |                    |         |
| Шоссе 10                       | Шоссе                               | Долина Саярим                     | КПП Ницана | КПП Керем Шалом    | 168 км  |
| Шоссе 12                       | Шоссе                               | Эйлат                             | Аэропорт Овда | Шезафон            | 70 км   |
| Шоссе 13                       | Шоссе                               | Перекрёсток Цихор                 | Негев | Перекрёсток Менуха | 12 км   |
| Шоссе 20                       | Автомагистраль                      | Ган-Сорек                         | Ришон ле-Цион, Бат-Ям, Холон, Тель-Авив, Гиватаим, Рамат-Ган                                                                 | Герцлия            | 27,5 км |
| Шоссе 22                       | Автомагистраль                      | Хайфа                             | Крайот | Кфар-Масарик       | 17 км   |
| Кармельский тоннель (шоссе 23) | Автомагистраль (в основном тоннель) | Хайфа                             | | Хайфа              | 7.3 км  |
| Шоссе 25                       | Шоссе                               | Нахаль-Оз                         | Нетивот, Беэр-Шева, Димона                                                                                                   | Арава              | 70 км   |
| Шоссе 31                       | Шоссе                               | Эшель-ха-Наси                     | Лехавим, Хура, Кусейфе, Арад                                                                                                 | Неве-Зохар         | 85 км   |
| Шоссе 34                       | Шоссе                               | Нетивот                           | Сдерот | Яд-Мордехай        | 19 км   |
| Шоссе 35                       | Шоссе                               | Ашкелон                           | Кирьят-Гат | Хеврон             | 54 км   |
| Шоссе 38                       | Шоссе                               | Бейт-Гуврин                       | Бейт-Шемеш | Шаар-ха-Гай        | 28 км   |
| Шоссе 40                       | Шоссе                               | Лотан                             | Мицпе-Рамон, Беэр-Шева, Кирьят-Гат, Кирьят-Малахи, Гедера, Реховот, Рамле, Лод, Петах-Тиква, Од ха-Шарон                     | Кфар-Сава          | 279 км  |
| Шоссе 41                       | Шоссе                               | Ашдод                             | | Гедера             | 16 км   |
| Шоссе 42                       | Шоссе                               | Ашдод                             | Явне | Ришон ле-Цион      | 12 км   |
| Шоссе 44                       | Шоссе                               | Тель-Авив                         | Холон, Лод, Рамле | Эшетель            | 41 км   |
| Шоссе 46                       | Шоссе                               | Аэропорт имени Давида Бен-Гуриона | | Тират-Иегуда       | 4 км    |
| Шоссе 55                       | Шоссе                               | Кфар-Сава                         | Карней-Шомрон | Кдумим             | 23 км   |
| Шоссе 57 (Западный участок)    | Шоссе                               | Нетания                           | Кфар Йона | Ницаней-Оз         | 15 км   |
| Шоссе 57 (Восточный участок)   | Шоссе                               | Хамра                             | | КПП Адам           | 15 км   |
| Шоссе 60 (Южный участок)       | Шоссе                               | Беэр-Шева                         | Хеврон, Вифлеем, Иерусалим                                                                                                   | блокпост А-Рам     |         |
| Шоссе 60 (Центральный участок) | Шоссе                               | Атарот                            | Шило, Эли | Тель-Дотан         |         |
| Шоссе 60 (Северный участок)    | Шоссе                               | блокпост Джалам                   | Афула | Назарет            |         |
| Шоссе 65                       | Шоссе                               | Кейсария                          | Хадера, Пардес Хана-Каркур, Умм-эль-Фахм,Афула                                                                               | Кадарим            |         |
| Шоссе 66                       | Шоссе                               | Маале Ирон                        | | Йокнеам            |         |
| Шоссе 70                       | Шоссе                               | Зихрон-Яаков                      | Йокнеам, Кирьят-Тивон, Кирьят-Ата, Шфарам, Тамра,                                                                            | Шломи              |         |
| Шоссе 71                       | Шоссе                               | Афула                             | Бейт-Шеан | КПП Река Иордан    |         |
| Шоссе 73                       | Шоссе                               | Нахалаль                          | Мигдаль-ха-Эмек | Тель-Адашим        | 12 км   |
| Шоссе 75                       | Шоссе                               | Хайфа                             | Нешер, Кирьят-Тивон, Мигдаль-ха-Эмек, Нацерет-Иллит                                                                          | Назарет            |         |
| Шоссе 77                       | Шоссе                               | Рамат-Ишай                        | Зарзир, Кафр-Канна | Тверия             |         |
| Шоссе 79                       | Шоссе                               | Кирьят-Бялик                      | Кирьят-Ата, Шфарам | Рейне              |         |
| Шоссе 80                       | Шоссе                               | Арара-ба-Негев                    | | Бейт-Ятир          |         |
| Шоссе 85                       | Шоссе                               | Акко                              | Шагор, Кармиэль | Коразим            |         |
| Шоссе 87                       | Шоссе                               | Капернаум                         | | Алоней-ха-Башан    |         |
| Шоссе 89                       | Шоссе                               | Нагария                           | Маалот-Таршиха, Цфат | Элифелет           |         |
| Шоссе 90                       | Шоссе                               | КПП Таба                          | Эйлат, Иерихон, Бейт-Шеан, Тверия, Рош-Пинна, Кирьят-Шмона                                                                   | Метула             | 480 км  |
| Шоссе 91                       | Шоссе                               | Маханаим                          | | Эйн-Зиван          |         |
| Шоссе 92                       | Шоссе                               | Цемах                             | | Вифсаида           |         |
| Шоссе 98                       | Шоссе                               | Мааган                            | Мадждаль-Шамс | Хермон             |         |
| Шоссе 99                       | Шоссе                               | Кирьят-Шмона                      | | Масада             |         |

## Шоссе № 100—999
- Шоссе 109 (Израиль)
- Шоссе 171 (Израиль)
- Шоссе 204 (Израиль)
- Шоссе 211 (Израиль)
- Шоссе 222 (Израиль)
- Шоссе 224 (Израиль)
- Шоссе 227 (Израиль)
- Шоссе 232 (Израиль)
- Шоссе 234 (Израиль)
- Шоссе 241 (Израиль)
- Шоссе 258 (Израиль)
- Шоссе 264 (Израиль)
- Шоссе 293 (Израиль)
- Шоссе 310 (Израиль)
- Шоссе 334 (Израиль)
- Шоссе 352 (Израиль)
- Шоссе 353 (Израиль)
- Шоссе 354 (Израиль)
- Шоссе 356 (Израиль)
- Шоссе 358 (Израиль)
- Шоссе 367 (Израиль)
- Шоссе 386 (Израиль)
- Шоссе 398 (Израиль)
- Шоссе 404 (Израиль)
- Шоссе 406 (Израиль)
- Шоссе 410 (Израиль)
- Шоссе 411 (Израиль)
- Шоссе 412 (Израиль)
- Шоссе 417 (Израиль)
- Шоссе 437 (Израиль)
- Шоссе 431 (Израиль)
- Шоссе 441 (Израиль)
- Шоссе 443 (Израиль)
- Шоссе 444 (Израиль)
- Шоссе 446 (Израиль)
- Шоссе 449 (Израиль)
- Шоссе 457 (Израиль)
- Шоссе 458 (Израиль)
- Шоссе 461 (Израиль)
- Шоссе 465 (Израиль)
- Шоссе 471 (Израиль)
- Шоссе 481 (Израиль)
- Шоссе 482 (Израиль)
- Шоссе 491 (Израиль)
- Шоссе 505 (Израиль)
- Шоссе 508 (Израиль)
- Шоссе 531 (Израиль)
- Шоссе 541 (Израиль)
- Шоссе 553 (Израиль)
- Шоссе 554 (Израиль)
- Шоссе 557 (Израиль)
- Шоссе 574 (Израиль)
- Шоссе 578 (Израиль)
- Шоссе 581 (Израиль)
- Шоссе 584 (Израиль)
- Шоссе 585 (Израиль)
- Шоссе 650 (Израиль)
- Шоссе 651 (Израиль)
- Шоссе 652 (Израиль)
- Шоссе 653 (Израиль)
- Шоссе 654 (Израиль)
- Шоссе 667 (Израиль)
- Шоссе 669 (Израиль)
- Шоссе 672 (Израиль)
- Шоссе 675 (Израиль)
- Шоссе 716 (Израиль)
- Шоссе 717 (Израиль)
- Шоссе 721 (Израиль)
- Шоссе 752 (Израиль)
- Шоссе 762 (Израиль)
- Шоссе 767 (Израиль)
- Шоссе 768 (Израиль)
- Шоссе 781 (Израиль)
- Шоссе 784 (Израиль)
- Шоссе 789 (Израиль)
- Шоссе 804 (Израиль)
- Шоссе 805 (Израиль)
- Шоссе 806 (Израиль)
- Шоссе 807 (Израиль)
- Шоссе 808 (Израиль)
- Шоссе 854 (Израиль)
- Шоссе 864 (Израиль)
- Шоссе 866 (Израиль)
- Шоссе 869 (Израиль)
- Шоссе 886 (Израиль)
- Шоссе 888 (Израиль)
- Шоссе 899 (Израиль)
- Шоссе 918 (Израиль)
- Шоссе 959 (Израиль)
- Шоссе 977 (Израиль)
- Шоссе 978 (Израиль)
- Шоссе 999 (Израиль)